# Пол Бен Виктор
Пол Фридман (енгл. Paul Friedman; рођен 24. јула 1965. Бруклин, Њујорк), познатији као Пол Бен-Виктор (енгл. Paul Ben-Victor), амерички је позоришни, филмски и ТВ глумац. Током своје каријере, појавио се у више од 180 филмова и серија.